# Falling in Reverse
Falling in Reverse ist eine US-amerikanische Post-Hardcore- & Metalcore-Band, die 2008 in Henderson, Nevada gegründet wurde. Der Band gehören nach zahlreichen Wechseln der Besetzung Sänger Ronnie Radke, Schlagzeuger Luke Holland, Gitarristen Max Georgiev und Zakk Sandler sowie Bassist Tyler Burgess an.

## Geschichte

### Anfänge (2008–2010)
Gegründet wurde die Band im Jahr 2008, während Ronnie Radke im Gefängnis saß aufgrund seiner Beteiligung an einer Auseinandersetzung, welche tödlich endete, da eine Begleitung Radkes einen der Streitgegner mit drei Schüssen tötete und einen weiteren verletzte. Radke wurde zu 5 Jahren auf Bewährung verurteilt, verstieß allerdings gegen seine Bewährungsauflagen, sein Urteil wurde daraufhin zu zweieinhalb Jahren Haft geändert. Zum Zeitpunkt des Urteils im Juli 2008 war Ronnie Radke Sänger der Band Escape the Fate, deren Mitglieder ihn daraufhin aus der Band warfen und durch den Blessthefall-Sänger Craig Mabbitt ersetzten. Im Gefängnis gründete Radke die Band From Behind These Walls, die sich später aufgrund eines Urheberrechtsproblems umbenennen musste und so zu Falling in Reverse wurde. Radke wurde am 12. Dezember 2010 nach zweieinhalb Jahren Haft entlassen.

### The Drug in Me Is You (2010–2013)
Im Dezember 2010 begann die Band damit, ihr erstes Album aufzunehmen. Während der Aufnahmearbeiten gab sie über das soziale Netzwerk Facebook bekannt, dass der Produzent des Blessthefall-Albums Witness und der Platte Dying Is Your Latest Fashion von Ronnie Radke selbst, Michael „Elvis“ Baskette, das Album für die Band produzieren würde. Später wurde bekannt, dass sie einen Vertrag bei Epitaph Records unterschrieben hatte und diese Plattenfirma das Album veröffentlichen sollte.
Nachdem die Arbeiten am Album am 2. April 2011 abgeschlossen waren, gab die Band wenig später den Namen und die Titel der darauf enthaltenen Lieder bekannt. Das Veröffentlichungsdatum des The Drug in Me Is You genannten Albums wurde in den USA auf den 26. Juli 2011 datiert und konnte bereits ab dem 7. Juni von Fans vorbestellt werden. In Europa und Japan wurde das Album einen Tag vorher veröffentlicht. In der ersten Verkaufswoche wurde The Drug in Me Is You insgesamt 18.000 Mal in den USA verkauft. Es erreichte außerdem den 19. Platz der Billboard 200.

### Fashionably Late, Just Like You und Coming Home (2013 bis 2020)
Am 7. Mai 2013 veröffentlichte Falling in Reverse das Musikvideo zu ihrer neuen Single Alone. Der Stil des Liedes unterscheidet sich vom bisherigen Stil der Band, da es Elektro- und Hip-Hop-Elemente aufgreift. Diese Hip-Hop- und Rap-Elemente wurden von einigen Fans kritisiert.  Das zweite Studioalbum, Fashionably Late, ist in Deutschland am 14. Juni und wie sein Vorgänger über Epitaph Records erschienen.
Am 24. Februar 2015 veröffentlichte Falling in Reverse ihr drittes Studioalbum Just Like You, zu dem es im Vorfeld schon die Singles God, If You Are Above und The Guillotine IV – Final Chapter gab. Das Album erschien in Deutschland am 20. Februar 2015 über Epitaph Records. Am 7. April erschien das neue Album mit dem Namen Coming Home. Zwei Lieder sind aus dem neuen Alben schon erschienen: Einmal Coming Home im Dezember und Loser im Januar. Wie bei den vorherigen Alben ist Epitaph Records die Plattenfirma. Am 22. Februar 2018 wurde die Single Losing My Life veröffentlicht.

### Popular Monster (seit 2020)
Am 16. August 2024 veröffentlichten Falling in Reverse ihr fünftes Studioalbum Popular Monster. Auf dem Album treten Jelly Roll, Tech N9ne, Alex Terrible und Saraya als Gastsänger auf. Zuvor konnte sich die Band mit den Titeln Watch the World Burn und All My Life erstmals in den Billboard Hot 100 platzieren.

## Bandmitglieder
Die Band besitzt neun ehemalige Mitglieder, die meist nur etwa ein Jahr lang Bestandteil der Gruppe waren. Zu den ersten Mitgliedern der Band gehörten neben Nason Schoeffler, der von 2008 bis 2011 Teil der Band war, auch Anthony Avila, Nick Rich und Gilbert Catalano (alle 2008 bis 2009). Auf recht ähnliche Weise verließen im Jahr 2009 zuerst Avila und Rich die Band. Beide versäumten es mehrfach, an den Bandproben teilzunehmen und blieben diesen somit immer häufiger fern. Noch in der Anfangszeit der Band wurden beide aus der Band geworfen und schufen somit Platz für Jacky Vincent und Oscar García. Letztgenannter verließ die Band jedoch ein Jahr später aus unbekannten Gründen und so trat der Schlagzeuger Ryan Seaman in die Gruppe ein.
Noch 2009 verließ zudem Gilbert Catalano die Band, da diese befand, dass er nicht gut genug Gitarre spielen konnte und somit den Ansprüchen der Gruppe nicht gerecht werden könnte. Nason Schoeffler, der am E-Bass und dem Synthesizer eines der Gründungsmitglieder der Band war, verließ die Band am 22. April 2011, mit der Begründung, er habe in letzter Zeit viel an einem Soloprojekt gearbeitet und wolle sich für dieses mehr Zeit nehmen („I'm no longer in FIR, I have been working on a side project for some time“). Im selben Jahr beendete die Band die Zusammenarbeit mit Scott Gee, der erst 2010 zur Gruppe gestoßen war. Wenig später stieß Gee zur aus Burbank (Los Angeles County) stammenden Band LoveHateHero.
Inzwischen ist bekannt, dass das Soloprojekt von Nason Schoeffler den Namen „MeMyselfAlive“ trägt und dieser gemeinsam mit Nick Rich arbeitet. Im Januar 2012 verließ Mika Horiuchi die Band und wurde durch Ronnie Ficarro ersetzt. Dieser wurde 2014 durch Max Green ersetzt, der die Band noch im gleichen Jahr wieder verließ. Zakk Sandler wurde anschließend neuer Bassist der Band.
Am 31. Oktober 2015 gab Jacky Vincent sein Ausscheiden aus der Band bekannt. Seit 2017 ist Schlagzeuger Ryan Seaman nicht mehr Teil der Band. Mitte April 2020 verstarb Gründungsmitglied und Gitarrist Derek Jones im Alter von 35 Jahren.

## Stil
Der Stil der Band ist eine Mischung aus den grundlegenden Post-Hardcore-Elementen und Pop-Punk und Metalcore-Einflüssen. In vielen Liedern des Debütalbums findet man neben pop-ähnlichen Refrains auch Screaming-Elemente, diese Mischung hat Radke selbst aus seiner ehemaligen Band Escape the Fate „übernommen“ und so den Stil von Falling in Reverse geprägt. Radke selbst kommentierte diesen Stil im Mai 2011 mit „in the same songs it sounds like Norma Jean or Underoath with Katy Perry choruses“ (freie deutsche Übersetzung: „unsere Lieder hören sich oft nach Norma Jean oder Underoath an, während der Refrain stark nach Katy Perry klingt“).
Die meisten Songtexte der Band werden von Ronnie Radke selbst geschrieben. In diese lässt er häufig persönliche Erfahrungen wie seine Kindheit, die Korruption in Las Vegas und seine Zeit im Gefängnis mit einfließen.

## Diskografie
Studioalben

| Jahr | Titel Musiklabel                      | Höchstplatzierung, Gesamtwochen, AuszeichnungChartplatzierungen (Jahr, Titel, Musiklabel, Platzierungen, Wochen, Auszeichnungen, Anmerkungen) | Höchstplatzierung, Gesamtwochen, AuszeichnungChartplatzierungen (Jahr, Titel, Musiklabel, Platzierungen, Wochen, Auszeichnungen, Anmerkungen) | Höchstplatzierung, Gesamtwochen, AuszeichnungChartplatzierungen (Jahr, Titel, Musiklabel, Platzierungen, Wochen, Auszeichnungen, Anmerkungen) | Höchstplatzierung, Gesamtwochen, AuszeichnungChartplatzierungen (Jahr, Titel, Musiklabel, Platzierungen, Wochen, Auszeichnungen, Anmerkungen) | Höchstplatzierung, Gesamtwochen, AuszeichnungChartplatzierungen (Jahr, Titel, Musiklabel, Platzierungen, Wochen, Auszeichnungen, Anmerkungen) | Höchstplatzierung, Gesamtwochen, AuszeichnungChartplatzierungen (Jahr, Titel, Musiklabel, Platzierungen, Wochen, Auszeichnungen, Anmerkungen) | Anmerkungen                                               |
| Jahr | Titel Musiklabel                      | DE | AT | CH | UK | US | Rock | Anmerkungen                                               |
| ---- | ------------------------------------- | --- | --- | --- | --- | --- | --- | --------------------------------------------------------- |
| 2011 | The Drug in Me Is You Epitaph Records | — | — | — | UK— SilberUK | US19 Gold · (8 Wo.)US | Rock3 (6 Wo.)Rock | Erstveröffentlichung: 26. Juli 2011 Verkäufe: + 560.000   |
| 2013 | Fashionably Late Epitaph Records      | — | — | — | UK75 (1 Wo.)UK | US17 (5 Wo.)US | Rock4 (6 Wo.)Rock | Erstveröffentlichung: 18. Juni 2013                       |
| 2015 | Just Like You Epitaph Records         | — | — | — | UK57 (1 Wo.)UK | US21 (4 Wo.)US | Rock4 (5 Wo.)Rock | Erstveröffentlichung: 24. Februar 2015                    |
| 2017 | Coming Home Epitaph Records           | — | — | — | UK89 (1 Wo.)UK | US34 (2 Wo.)US | Rock5 (2 Wo.)Rock | Erstveröffentlichung: 7. April 2017                       |
| 2024 | Popular Monster Epitaph Records       | DE10 (8 Wo.)DE | AT2 (12 Wo.)AT | CH9 (3 Wo.)CH | UK29 (2 Wo.)UK | US12 Gold · (7 Wo.)US | Rock4 (4 Wo.)Rock | Erstveröffentlichung: 16. August 2024 Verkäufe: + 535.000 |

## Künstlerauszeichnungen
| Jahr | Nominiertes Werk                         | Nominiert für                                           | Ergebnis  | Platz           |
| ---- | ---------------------------------------- | ------------------------------------------------------- | --------- | --------------- |
| 2011 | Falling in Reverse                       | Alternative Press: Band of the Year Award               | Nominiert | Dritter         |
| 2011 | I’m Not a Vampire                        | Loudwire Magazine’s Cagematch Hall of Fame Award        | Gewonnen  | Erster          |
| 2011 | I’m Not a Vampire                        | Revolver Magazine’s The 10 Best Music Videos of 2011    | Gewonnen  | Neunter         |
| 2011 | Ronnie Radke                             | Revolver Magazine’s 100 Greatest Living Rock Stars 2011 | Gewonnen  | Nicht angegeben |
| 2011 | The Drug in Me Is You                    | Revolver Magazine’s Song of the Year 2011               | Nominiert | Fünfter         |
| 2024 | All My Life (feat. Jelly Roll)           | Billboard Music Awards Top Hard Rock Song 2024          | Gewonnen  |                 |
| 2024 | Ronald (feat. Tech N9ne & Alex Terrible) | Billboard Music Awards Top Hard Rock Song 2024          | Nominiert |                 |
| 2024 | Popular Monster                          | Billboard Music Awards Top Hard Rock Album 2024         | Nominiert |                 |